# 5010 Amenemhêt
5010 Amenemhêt è un asteroide della fascia principale. Scoperto nel 1960, presenta un'orbita caratterizzata da un semiasse maggiore pari a 2,7177398 UA e da un'eccentricità di 0,2002947, inclinata di 14,63315° rispetto all'eclittica.